# Игнасио Зоко
Игнасио Зоко Еспарза (Гарде, 31. јул 1939. — Мадрид, 28. септембар 2015) био је шпански фудбалер који је играо као играч средине терена.
Провео је 12 година професионалне каријере у Реал Мадриду, наступивши у више од 400 званичних мечева и освојивши десет пехара.
Зоко је играо више од 20 пута са Шпанијом, освојивши Куп европских нација 1964. године и такође представљајући земљу на Светском првенству 1966. године.

## Смрт
Зоко је преминуо у Мадриду 28. септембра 2015. године, након дуге болести. Имао је 76 година.